# Női 4 x 100 méteres váltófutás a 2013. évi nyári európai ifjúsági olimpiai fesztiválon
A 2013. évi nyári európai ifjúsági olimpiai fesztiválon az atlétikai versenyszámok közül a női 4 x 100 méteres váltófutás versenyeit július 18.-án és július 19.-én rendezték Utrechtben.

## Előfutamok
| H   | Cs | Nemzet           | Versenyzők                                                                                 | E     | Mj  |
| --- | -- | ---------------- | ------------------------------------------------------------------------------------------ | ----- | --- |
| 1.  | 1  | Írország         | Phoebe Genevieve Murphy Roseanna McGuckian Laura Ann Costello Niamh McNicol                | 46.22 | Q   |
| 2.  | 1  | Belgium          | Judith Dillens Paulien Couckuyt Laurence Lobbens Manon Depuydt                             | 46.67 | q   |
| 3.  | 1  | Ukrajna          | Yana Khabina Maryna Yachnik Maryna Piriyeva Dzhois Koba                                    | 46.80 | q   |
| 4.  | 1  | Spanyolország    | Sheila Garcia Muntane Ane Petrirena Insausti Sara Dorda Sans Elisa Tejedor Pardinas        | 47.01 | q   |
| 5.  | 2  | Hollandia        | Gabriella Van Der Wijck Tasa Jiya Maayke Tjin A-Lim Cornelia Van Krieken                   | 47.18 | Q   |
| 6.  | 2  | Szerbia          | Tamara Damjanovic Jelena Grujic Zorana Grujic Milica Gardasevic                            | 47.60 | q   |
| 7.  | 2  | Franciaország    | Coralie Gassama Laura Valette Fanny Peltier Cynthia Leduc                                  | 47.67 | q   |
| 8.  | 1  | Olaszország      | Paola Forghieri Alessandra Pecco Nicla Mosetti Alessia Niotta                              | 47.77 | q   |
| 9.  | 2  | Szlovákia        | Natália Lipková Martina Sameková Michaela Peﬁková Natália Ostrovlíková                     | 47.81 |     |
| 10. | 1  | Fehéroroszország | Dziyana Dzembouskaya Krystsina Muliarchyk Karyna Redzko Elvira Herman                      | 48.45 |     |
| 11. | 2  | Finnország       | Wilma Murto Jessica Rautelin Tilda Lipasti Laura Nakolinna                                 | 49.57 |     |
| 12. | 1  | Törökország      | Busra Peksirin Sedanur Sahin Ozlem Kahraman Meryem Canakci                                 | 51.42 |     |
| -   | 1  | Dánia            | Emma Beiter Bomme Anne Sofie Fru Kirkegaard Laura Toelloese Rikke Andersen                 | -     | DQ  |
| -   | 2  | Románia          | Simona Petronela Caziuc Cristina Daniela Balan Adelina Mihaela Sandu Blazer Imola Boglárka | -     | DQ  |
| -   | 2  | Oroszország      | Polina Zhuravleva Ekaterina Alekseeva Ekaterina Tiurina Anastasia Selezneva                | -     | DQ  |
| -   | 2  | Szlovénia        |                                                                                            | -     | DNS |

## Döntő
| H     | Nemzet        | Versenyzők                                                                          | E     | Mj |
| ----- | ------------- | ----------------------------------------------------------------------------------- | ----- | -- |
| Arany | Írország      | Phoebe Genevieve Murphy Roseanna McGuckian Laura Ann Costello Niamh McNicol         | 46.55 |    |
| Ezüst | Ukrajna       | Yana Khabina Maryna Yachnik Maryna Piriyeva Dzhois Koba                             | 46.81 |    |
| Bronz | Belgium       | Judith Dillens Paulien Couckuyt Laurence Lobbens Manon Depuydt                      | 46.89 |    |
| 4.    | Franciaország | Coralie Gassama Laura Valette Yanis Esmeralda David Cynthia Leduc                   | 47.22 |    |
| 5.    | Spanyolország | Sheila Garcia Muntane Ane Petrirena Insausti Sara Dorda Sans Elisa Tejedor Pardinas | 47.45 |    |
| 6.    | Olaszország   | Paola Forghieri Alessandra Pecco Nicla Mosetti Alessia Niotta                       | 47.78 |    |
| -     | Szerbia       | Tamara Damjanovic Jelena Grujic Zorana Grujic Luna Vodana Jovic                     | -     | DQ |
| -     | Hollandia     | Gabriella Van Der Wijck Tasa Jiya Maayke Tjin A-Lim Cornelia Van Krieken            | -     | DQ |